# Ilona Picková
Ilona Picková (* 1967 Praha) je česká politička a pedagožka, v letech 2006 až 2018 zastupitelka městské části Praha 14 (v letech 2014 až 2018 též zástupkyně starosty), členka Strany zelených.

## Život
Patnáct let se věnovala pedagogické praxi, sedm let současně působila jako koordinátorka environmentální výchovy na škole. Následně byla tajemnicí Klubu zastupitelů Strany zelených na pražském magistrátu.
Ilona Picková je vdaná, má dvě děti.

## Politické působení
Od roku 2006 je členkou Strany zelených, o dva roky později se stala i členkou její vzdělávací sekce. Podílela se na založení Základní organizace SZ v Praze 14, v níž je místopředsedkyní.
Do politiky vstoupila, když byla v komunálních volbách v roce 2006 zvolena za SZ do Zastupitelstva Městské části Praha 14. Mandát zastupitelky městské části pak v komunálních volbách v roce 2010 obhájila jakožto leader kandidátky SZ. Působila rovněž jako uvolněná předsedkyně Výboru pro výchovu a vzdělávání a místní agendy 21. I ve volbách v roce 2014 si udržela post zastupitelky, vedla kandidátku uskupení SZ s podporou Pirátů. Na konci listopadu 2014 se navíc stala uvolněnou 3. zástupkyní starosty, a to pro oblast dopravy a životního prostředí. Byla také členkou Komise územního rozvoje a životního prostředí. Ve volbách v roce 2018 vedla kandidátku Strany zelených, ale tentokrát neuspěla a nepodařilo se jí obhájit mandát zastupitelky městské části. Skončila také v pozici zástupkyně starosty. Ve volbách v roce 2022 kandidovala do zastupitelstva Prahy 14 na kandidátce Piráti a nezávislí s podporou Zelených, ale neuspěla.
V komunálních volbách v roce 2010 kandidovala také jako členka SZ v rámci Koalice SZ, SNK do Zastupitelstva Hlavního města Prahy, ale neuspěla. Neuspěla ani ve volbách 2014 jako členka SZ za Trojkoalici (tj. SZ, KDU-ČSL a STAN). Ve volbách v roce 2022 kandidovala za koalici Solidarita, kterou tvoří ČSSD, Zelení, Budoucnost a Idealisté, ale neuspěla.
Dvakrát neúspěšně kandidovala za SZ v Hlavním městě Praze ve volbách do Poslanecké sněmovny PČR, a to v letech 2010 a 2013.
Ve volbách do Senátu PČR v roce 2014 kandidovala za Stranu zelených v obvodu č. 24 – Praha 9. Se ziskem 5,95 % hlasů skončila na 5. místě a nepostoupila tak ani do druhého kola.